# ソーイング・ビー
ソーイング・ビー（The Great British Sewing Bee）は、イギリスのソーイング（裁縫）コンテスト番組。ラブ・プロダクション製作、BBC Two（シーズン6からはBBC One）放送。
イギリスで大人気の料理コンテスト番組『ブリティッシュ ベイクオフ』(The Great British Bake Off)のスピンオフ番組であり、同じ番組フォーマットを使用している。
2013年にスタートし、2023年時点でシーズン9まで放送。フランスやノルウェーなど欧米8カ国ではローカライズ版が放映されている。

## 概要
事前オーディションで選考されたアマチュア裁縫家たちが、毎週与えられるテーマに沿った縫製技術や出来栄えを競い合って勝ち抜いていく「裁縫バトル」番組。
毎週脱落する人数が決められており、各週の脱落者は1名から2名。審査員による順位づけで評価が行われる。3競技終了後の審査で、その週の全作品（参加者人数×3）から1つの優秀作品が選ばれ、同時に、3競技を合わせた総合評価で最下位となった者が脱落していく。決勝は3名で行われ、総合評価で最も高い評価を得られた1名が優勝者となる。
会場となるソーイング・ルームには、各種の布やリボン、ファスナーなどがストックされ、参加者には一人一台ずつの裁縫台とマネキン（トルソー。課題に応じて女性、男性、子供、犬など様々な型が用意される）、ミシン、アイロンなどが割り当てられる。参加者は、使用資材の選択に始まり、型紙の準備、裁断、縫製、アイロンかけ、飾り付けなどの作業をすべて制限時間内に終わらせて課題作品を完成させる。課題によっては布や型紙が持ち込みとなることもある。また、決勝戦の優勝者発表の際は、決勝戦進出した出場者の家族や友人、脱落した出場者、またはその家族や友人が来場する。
参加者達は毎週、以下の3つのチャレンジに挑戦する。
チャレンジ1 (Pattern Challenge)
事前に用意された型紙を用いて基本的な服を作成する。
チャレンジ2 (Alteration Challenge)
用意された衣類などをリメイクする。この課題では、順位発表までどの作品を誰が作ったのかは、審査員には非公表とされる。
チャレンジ3 (Made-to-measure)
最終課題。この課題はマネキンを使用せず、各参加者に一人ずつモデルが割り当てられ、モデルの体型にあわせた洋服（ドレスなど）を作成する。シーズン2以降はこの課題のみ事前の予習が認められている。
番組中、テーマに関連した服飾史関連の解説コーナーが挟み込まれることもある。

## 放送一覧
シーズン1（英語版）：2013年4月2日 - 23日
司会進行
クローディア・ウィンクルマン
審査員
パトリック・グラント（サヴィル・ロウのデザイナー）
メイ・マーティン（May Martin）（ウーマンズ・インスティチュートのチューター）
シーズン2（英語版）：2014年2月18日 - 4月8日
司会進行・審査員はシーズン1に同じ
シーズン3（英語版）：2015年2月5日 - 3月12日
司会進行・審査員はシーズン2に同じ
シーズン4（英語版）：2016年5月16日 - 7月4日
司会進行はシーズン3に同じ
審査員
パトリック・グラント
エズメ・ヤング（英語版）（ファッションデザイナー）
シーズン5（英語版）：2019年2月12日 - 4月2日
司会進行
ジョー・ライセット
審査員はシーズン4に同じ
シーズン6（英語版）：2020年4月22日 - 6月24日
BBC TwoからBBC Oneに移動。
司会進行・審査員はシーズン5に同じ
シーズン7（英語版）：2021年4月14日 - 6月16日
司会進行・審査員はシーズン5に同じ
シーズン8（英語版）：2022年4月27日 - 6月29日
司会進行
サラ・パスコー
審査員はシーズン7に同じ
シーズン9（英語版）：2023年3月24日 - 7月16日
司会進行・審査員はシーズン8に同じ
シーズン10（英語版）：2024年5月21日 - 7月24日
司会進行
キール・スミス・バイノー
審査員はシーズン9に同じ

## 日本での放送
NHK Eテレで放送。オリジナルは1時間番組だが、30分番組2回分に編集されている。基本的に、チャレンジ2の競技終了までが前編、同審査以降が後編になる。放送時間はシーズン6まで木曜21:00 - 21:30（再放送は翌週水曜12:25 - 12:55）、シーズン7以降は木曜22:00 - 22:30（再放送はシーズン8まで翌週水曜13:30 - 14:00、シーズン8が日曜18:30 - 19:00）。
2019年10月3日から11月21日までシーズン1が、同年11月28日から2020年3月19日までシーズン2が放送された。
シーズン2の終了後に5ヶ月の休止をおいて、「ソーイング・ビー2」のタイトルで、2020年9月10日から11月26日までシーズン3が、同年12月3日から2021年3月25日までシーズン4が、それぞれ放送された。
シーズン4終了の翌週の2021年4月1日から7月15日まで、「ソーイング・ビー3」のタイトルでシーズン5が放送された。
シーズン5終了後は東京2020オリンピック・パラリンピックに伴う特別編成のため2ヶ月半休止し、2021年9月30日から2022年2月24日まで、「ソーイング・ビー4」のタイトルでシーズン6が放送された。
シーズン6終了後は再度休止に入り、4月改編では当該枠に『クラシックTV』を移動させ、空いた枠で『ブリティッシュ ベイクオフ』の日本語版の放送（BSプレミアム分の時差放映）を実施。半年後、その『ブリティッシュ ベイクオフ』の後番組として放送が再開され、2022年10月20日から2023年3月2日まで「ソーイング・ビー5」のタイトルでシーズン7が放送された。以降は『ブリティッシュ ベイクオフ』と交互に放送されており、2023年10月5日から2024年2月15日まで「ソーイング・ビー6」のタイトルでシーズン8が、2024年10月3日から「ソーイング・ビー7」のタイトルでシーズン9が放送されている。
裁縫用語の監修は文化服装学院が行っている。

## 各回の内容

### シーズン1
日本語版では「ソーイング・ビー」（シーズン1と2を合体している）。
参加者は8名。

| 週             | 日本語版タイトル                                        | 脱落設定 | 課題                                                | 制限時間 | 内容                                                                                       |
| -------------- | ------------------------------------------------------- | -------- | --------------------------------------------------- | -------- | ------------------------------------------------------------------------------------------ |
| 第1週          | 第1回「スカート対決」 第2回「ワンピース対決」           | 8名→6名  | Aラインのスカート                                   | 3時間半  |                                                                                            |
| 第1週          | 第1回「スカート対決」 第2回「ワンピース対決」           | 8名→6名  | ネックラインのリメイク                              | 1時間    | シアサッカー素材のブラウスの襟回りを作り変える。                                           |
| 第1週          | 第1回「スカート対決」 第2回「ワンピース対決」           | 8名→6名  | ワンピース                                          | 7時間    |                                                                                            |
| 第2週          | 第3回「スラックス対決」 第4回「ブラウス対決」           | 6名→4名  | 男性用のスラックス(Men's Trousers)                  | 4時間    |                                                                                            |
| 第2週          | 第3回「スラックス対決」 第4回「ブラウス対決」           | 6名→4名  | パッチポケット(Patch Pockets)                       | 1時間    | スカートに2つのポケットを付ける。                                                          |
| 第2週          | 第3回「スラックス対決」 第4回「ブラウス対決」           | 6名→4名  | シルクまたはサテンのブラウス(Silk/Satin Blouse)     | 6時間    |                                                                                            |
| 第3週          | 第5回「こども服対決」 第6回「ジャケット対決」           | 4名→3名  | こども用サマードレス(Childs Dress)                  | 2時間半  | ドレスと同じ布で肩ひもを作り、上半身にゴムシャーリングを施す。また、何らかの装飾をつける。 |
| 第3週          | 第5回「こども服対決」 第6回「ジャケット対決」           | 4名→3名  | ダーツまたはプリーツ(Dart/Pleat Dress)              | 1時間半  | シンプルなドレスにプリーツやダーツを施して劇的に変化させる。                               |
| 第3週          | 第5回「こども服対決」 第6回「ジャケット対決」           | 4名→3名  | ジャケット(Jackets)                                 | 7時間半  |                                                                                            |
| 第4週 （決勝） | 第7回「決勝戦・シャツ対決」 第8回「決勝戦・ドレス対決」 | 3名→1名  | 紳士物シャツ (Man's Shirt)                          | 4時間    |                                                                                            |
| 第4週 （決勝） | 第7回「決勝戦・シャツ対決」 第8回「決勝戦・ドレス対決」 | 3名→1名  | バッグの装飾(An Evening Bag)                        | 1時間    | 無地のがま口バッグに、刺繍、アップリケ、スパンコールやビーズなどによる手縫いの装飾を施す。 |
| 第4週 （決勝） | 第7回「決勝戦・シャツ対決」 第8回「決勝戦・ドレス対決」 | 3名→1名  | 特別なモデルに着せるイブニングドレス(Evening Dress) | 8時間    | 自分の娘や姉の身体にフィットしたイブニングドレスを作る。                                   |

### シーズン2
日本語版では「ソーイング・ビー」（シーズン1と2を合体している）。
参加者は10名。脱落者は各週1名。

| 週               | 日本語版タイトル                                                 | テーマ                         | 課題                                                                                        | 制限時間  | 内容 |
| ---------------- | ---------------------------------------------------------------- | ------------------------------ | ------------------------------------------------------------------------------------------- | --------- | --- |
| 第1週            | 第9回「新メンバー登場! トップス対決」 第10回「ナイトウエア対決」 | 基本的な生地の取扱い           | コットンのノースリーブのトップス(Cotton Sleeve-less Top)                                    | 2時間半   | |
| 第1週            | 第9回「新メンバー登場! トップス対決」 第10回「ナイトウエア対決」 | 基本的な生地の取扱い           | ウールのロングスカートをリメイク(Wool Maxi Skirt)                                           | 1時間半   | |
| 第1週            | 第9回「新メンバー登場! トップス対決」 第10回「ナイトウエア対決」 | 基本的な生地の取扱い           | シルクの女性用ナイトウエア(Silk Nightgown)                                                  | 5時間     | |
| 第2週            | 第11回「スカート対決」 第12回「パジャマ対決」                    | 柄物生地での柄合わせ           | コットンのボックスプリーツのスカート(Box Pleated Skirt)                                     | 3時間     | 前後にボックスプリーツを設け、サイドに片返しファスナー開きでファスナーを付ける。                                     |
| 第2週            | 第11回「スカート対決」 第12回「パジャマ対決」                    | 柄物生地での柄合わせ           | 2枚の紳士物シャツを使ったリメイク (Two Men's Shirts)                                        | 1時間半   | |
| 第2週            | 第11回「スカート対決」 第12回「パジャマ対決」                    | 柄物生地での柄合わせ           | 紳士物パジャマ(Men's Pyjamas)                                                               | 6時間     | |
| 第3週            | 第13回「レギンス対決」 第14回「ラップドレス対決」                | ジャージ素材(Stretch Fabric)   | レギンス(Leggings)                                                                          | 1時間半   | たるみやしわ無く、マネキンにぴったりフィットしたものを作る。                                                         |
| 第3週            | 第13回「レギンス対決」 第14回「ラップドレス対決」                | ジャージ素材(Stretch Fabric)   | Tシャツのリメイク(Men's T-shirt)                                                            | 1時間半   | |
| 第3週            | 第13回「レギンス対決」 第14回「ラップドレス対決」                | ジャージ素材(Stretch Fabric)   | ジャージ素材のラップドレス(Stretch Wrap Dress)                                              | 5時間     | ジャージ素材を用いた、前身頃が重なる形のワンピースを作る。                                                           |
| 第4週            | 第15回「オーバーオール対決」 第16回「プロムドレス対決」          | こども服(Children's Clothes)   | こども用オーバーオール(Children's Dungarees)                                                | 3時間     | |
| 第4週            | 第15回「オーバーオール対決」 第16回「プロムドレス対決」          | こども服(Children's Clothes)   | こども用コスプレ衣装(Sweatshirt, Track Suit Bottoms and Pillowcase)                         | 1時間半   | スウェット上下と枕カバーからリメイクする。                                                                           |
| 第4週            | 第15回「オーバーオール対決」 第16回「プロムドレス対決」          | こども服(Children's Clothes)   | 10代のためのプロムドレス(Prom Dress)                                                        | 7時間     | それぞれの親族や友人等をモデルにしてダンス用のドレスを作る。                                                         |
| 第5週            | 第17回「ナイロンジャケット対決」 第18回「ベルベットパンツ対決」  | 扱いにくい生地(Tricky Fabrics) | ナイロンのジャケット (Nylon Anorak)                                                         | 3時間     | 生地の防水性を維持するため、待ち針等で余計な針穴を開けないことに注意する。袖口と裾には伸縮性のあるリブを縫い付ける。 |
| 第5週            | 第17回「ナイロンジャケット対決」 第18回「ベルベットパンツ対決」  | 扱いにくい生地(Tricky Fabrics) | レザーを使った厚手のジャージ生地トップスのリメイク (Leather)                                | 1時間半   | |
| 第5週            | 第17回「ナイロンジャケット対決」 第18回「ベルベットパンツ対決」  | 扱いにくい生地(Tricky Fabrics) | ベルベットのパンツ(Velvet Trousers)                                                         | 6時間半   | 参加者自身をモデルにして、それぞれの身体にフィットしたものを作る。他の参加者とペアになって採寸などを行う。           |
| 第6週            | 第19回「1930年代のブラウス対決」 第20回「コート対決」            | ビンテージ(Vintage)            | 1930年代のブラウス (1930s Silk blouse)                                                      | 4時間     | 1930年代の型紙と当時の足踏み式ミシンを使用する。                                                                     |
| 第6週            | 第19回「1930年代のブラウス対決」 第20回「コート対決」            | ビンテージ(Vintage)            | 男性用スーツを女性服にリメイク(Man's suit)                                                  | 1時間半   | スーツに使用されている布やボタンのみで作る。                                                                         |
| 第6週            | 第19回「1930年代のブラウス対決」 第20回「コート対決」            | ビンテージ(Vintage)            | 昔ながらのコート(Historic/Vintage coat)                                                     | 6時間半   | 適切な型紙と生地を調達し、昔の縫製技術を使う。                                                                       |
| 第7週 （準決勝） | 第21回「型紙なし！ドレス対決」 第22回「“お気に入りの一着”対決」  | 設定なし                       | 型紙無しのドレス(No Pattern Dress)                                                          | 3時間     | 型紙を使わず、マネキンに生地を直接ピン留めして形作る。与えられる生地の長さは3mだが、全て使い切らなくても良い。       |
| 第7週 （準決勝） | 第21回「型紙なし！ドレス対決」 第22回「“お気に入りの一着”対決」  | 設定なし                       | ノースリーブに袖をつける(Adding Sleeves to a Dress)                                         | 1時間45分 | 自分で型紙を引き、左右対称な袖をつける。袖丈や柄は問わない。                                                         |
| 第7週 （準決勝） | 第21回「型紙なし！ドレス対決」 第22回「“お気に入りの一着”対決」  | 設定なし                       | お気に入りの服をコピー(Copy of their own Garment)                                           | 6時間半   | 自分が気に入っている一着から型紙を起こし、元のものとは違う生地で再現する。                                           |
| 第8週 （決勝）   | 第23回「決勝戦! ネクタイ対決」 第24回「決勝戦! ドレス対決」      | 設定なし                       | 手縫いでシルクのネクタイを作る(Hand Sewn Man's Tie)                                         | 3時間15分 | |
| 第8週 （決勝）   | 第23回「決勝戦! ネクタイ対決」 第24回「決勝戦! ドレス対決」      | 設定なし                       | ウェディングドレスを使ってこども用のドレスを作る(Wedding Dress to Child's Bridesmaid Dress) | 2時間     | |
| 第8週 （決勝）   | 第23回「決勝戦! ネクタイ対決」 第24回「決勝戦! ドレス対決」      | 設定なし                       | クチュールドレス(Couture Gown)                                                              | 7時間     | それぞれの親友をモデルにしてドレスを作る。                                                                           |

### シーズン3
日本語版では「ソーイング・ビー2」（シーズン3と4を合体している）。
参加者は10名。うち男性は4名で、シーズン中最多比率。

| 週                | 日本語版タイトル                                              | テーマ                         | 課題                                                           | 制限時間  | 内容 |
| ----------------- | ------------------------------------------------------------- | ------------------------------ | -------------------------------------------------------------- | --------- | --- |
| 第1週             | 第1回「婦人用パンツ対決」 第2回「サマードレス対決」           | 普段着                         | コットンの婦人用パンツ(Women's Cotton Trousers)                | 3時間     | サイドにコンシールファスナーを用いること。                                                                                             |
| 第1週             | 第1回「婦人用パンツ対決」 第2回「サマードレス対決」           | 普段着                         | デニムのシャツをリメイク(Denim Shirt)                          | 1時間半   | |
| 第1週             | 第1回「婦人用パンツ対決」 第2回「サマードレス対決」           | 普段着                         | サマードレス(Summer Dress)                                     | 5時間半   | 柄ものの生地を用い、モデルの体形にぴったり合わせること。                                                                               |
| 第2週             | 第3回「こども用ベスト対決」 第4回「立体的コスチューム対決」   | こども服                       | こども用ベスト(Tailored Child's Waistcoat)                     | 3時間45分 | 前身頃はウール、後身頃はシルクかサテンを使用し、箱ポケットとボタン4つを付けること。                                                    |
| 第2週             | 第3回「こども用ベスト対決」 第4回「立体的コスチューム対決」   | こども服                       | 黄色のTシャツとコットンのワンピースでリメイク(T-shirt & Dress) | 1時間半   | |
| 第2週             | 第3回「こども用ベスト対決」 第4回「立体的コスチューム対決」   | こども服                       | こども用の立体的コスチューム(Children's 3D Costume)            | 4時間     | 綿などの詰め物をしたり骨組みを入れたりして立体的な造形を行う。                                                                         |
| 第3週             | 第5回「ワンピース対決」 第6回「ブラウス対決」                 | 1950年代(1950s)                | 1950年代のラップドレス(The Walk-away Dress)                    | 4時間     | 当時のミシンを使用すること。 |
| 第3週             | 第5回「ワンピース対決」 第6回「ブラウス対決」                 | 1950年代(1950s)                | 1950年代のビンテージのカーテンをリメイク(Vintage Curtains)     | 1時間半   | 当時のミシンを使用し、映画『サウンド・オブ・ミュージック』のイメージでドレスを作る。                                                   |
| 第3週             | 第5回「ワンピース対決」 第6回「ブラウス対決」                 | 1950年代(1950s)                | 1950年代風のブラウス(Sheer Blouse)                             | 6時間     | 薄く透ける生地を使うこと。 |
| 第4週 （2名脱落） | 第7回「コルセット対決」 第8回「スコットランドの伝統衣装対決」 | 服の土台作り(Structure)        | 金属のボーン入りコルセット(Boned Corset)                       | 4時間     | 後ろに鳩目を付けて編み上げ式にすること。                                                                                               |
| 第4週 （2名脱落） | 第7回「コルセット対決」 第8回「スコットランドの伝統衣装対決」 | 服の土台作り(Structure)        | 1980年代の女性用ビジネススーツのリメイク(Power Suit)           | 1時間半   | |
| 第4週 （2名脱落） | 第7回「コルセット対決」 第8回「スコットランドの伝統衣装対決」 | 服の土台作り(Structure)        | スコットランドの伝統衣装（キルト）(Traditional Kilt)           | 6時間半   | |
| 第5週 （2名脱落） | 第9回「タイトスカート対決」 第10回「レザージャケット対決」    | 扱いにくい生地(Tricky Fabrics) | レースのタイトスカート(Lace Pencil Skirt)                      | 3時間半   | 後ろにダーツを入れ、サテンの裏地とコンシールファスナーを付けたレースのペンシルスカートを作る。                                         |
| 第5週 （2名脱落） | 第9回「タイトスカート対決」 第10回「レザージャケット対決」    | 扱いにくい生地(Tricky Fabrics) | ウェットスーツを女性用ドレスにリメイク(Neoprene Wetsuit)       | 1時間半   | |
| 第5週 （2名脱落） | 第9回「タイトスカート対決」 第10回「レザージャケット対決」    | 扱いにくい生地(Tricky Fabrics) | 女性向けのレザージャケット(Woman's Leather Jacket)             | 6時間半   | |
| 第6週 決勝        | 第11回「決勝戦! トップス対決」 第12回「決勝戦! ドレス対決」   | 設定なし                       | ドレープ入りのトップス(Japanese Pattern)                       | 1時間半   | 左右非対称の1枚のパーツからなるドレープの入ったトップスを縫う。型紙は説明文による指示のみで工程の図解は記載されていない。              |
| 第6週 決勝        | 第11回「決勝戦! トップス対決」 第12回「決勝戦! ドレス対決」   | 設定なし                       | 古代ギリシャ風のロングドレスをリメイク(Delphos Column Dress)   | 1時間半   | 全体に細かいプリーツのあるシルクのロングドレスに骨組や芯地を足して構造を作り替える。ただし表からはプリーツがそのまま見えるように作る。 |
| 第6週 決勝        | 第11回「決勝戦! トップス対決」 第12回「決勝戦! ドレス対決」   | 設定なし                       | アバンギャルドなドレス(Avant-garde Dress)                      | 7時間半   | それぞれの配偶者や親族をモデルにして斬新で前衛的なドレスを作る。                                                                       |

### シーズン4
日本語版では「ソーイング・ビー2」（シーズン3と4を合体している）。
参加者は10名。

| 週         | 日本語版タイトル                                                                | テーマ                                      | 課題                                                           | 制限時間  | 内容 |
| ---------- | ------------------------------------------------------------------------------- | ------------------------------------------- | -------------------------------------------------------------- | --------- | --- |
| 第1週      | 第13回「新メンバー登場! トップス対決」 第14回「スカート対決」                   | 基本的な仕立ての技術(Basic Construction)    | 女性物のトップ（Women's Top）                                  | 2時間半   | 縞模様の生地をバイアスカットで使い、襟も袖もないトップスを作る。生地の模様で前後の身頃にV字型の模様を作ること                                                           |
| 第1週      | 第13回「新メンバー登場! トップス対決」 第14回「スカート対決」                   | 基本的な仕立ての技術(Basic Construction)    | レーヨンのマタニティドレスをリメイク（Maternity Dress）        | 1時間半   | |
| 第1週      | 第13回「新メンバー登場! トップス対決」 第14回「スカート対決」                   | 基本的な仕立ての技術(Basic Construction)    | スカート（Skirt）                                              | 5時間     | 丈や形は問わないがモデルに完璧にフィットしたものを作る |
| 第2週      | 第15回「ロンパース対決」 第16回「こども用マント対決」                           | こども服(Children's Week）                  | ロンパース（Babygrow）                                         | 3時間15分 | 伸縮性のある素材で乳幼児用のロンパースを作る。バイアステープの縁取りが均等に縫えており、袖口の幅がそろっていること                                                      |
| 第2週      | 第15回「ロンパース対決」 第16回「こども用マント対決」                           | こども服(Children's Week）                  | 花嫁の付き添い用ドレスをこども服にリメイク（Bridesmaid Dress） | 1時間半   | 子供用マネキンにフィットするように作る |
| 第2週      | 第15回「ロンパース対決」 第16回「こども用マント対決」                           | こども服(Children's Week）                  | ウールのこども用マント（Cape）                                 | 4時間     | モデル（子供）に完璧にフィットしたものを作る |
| 第3週      | 第17回「ランジェリー対決」 第18回「ローブ対決」                                 | ランジェリー（Lingerie Week）               | レースのブラジャー（Lace Bra）                                 | 2時間半   | ストレッチレースを使ってワイヤーの入っていないブラジャーを作る。左右対称で、カップの上端部はスカラップにすること                                                        |
| 第3週      | 第17回「ランジェリー対決」 第18回「ローブ対決」                                 | ランジェリー（Lingerie Week）               | シルクのスカーフをリメイク（Scarves）                          | 1時間半   | 装飾に用いる部材は自由だが、使用するスカーフは3枚までとする |
| 第3週      | 第17回「ランジェリー対決」 第18回「ローブ対決」                                 | ランジェリー（Lingerie Week）               | ローブ（Dressing Robe）                                        | 5時間     | モデル（男性か女性かは参加者により異なる）に完璧にフィットしたものを作る。素材は絹などの上質なものを用い、タオル地は不可とする                                          |
| 第4週      | 第19回「チャイナ服対決」 第20回「西アフリカ風ドレス対決」                       | インターナショナル（International Week）    | チャイナ服のトップス（Qipao Brocade Top）                      | 3時間45分 | ブロケード（絹織物）を使ってスタンドカラーの袖なしトップスを作る。サイドにコンシールファスナーを用い、身頃がマネキンにぴったりフィットしていること                      |
| 第4週      | 第19回「チャイナ服対決」 第20回「西アフリカ風ドレス対決」                       | インターナショナル（International Week）    | サリーを東洋風の服にリメイク（Sari）                           | 1時間半   | |
| 第4週      | 第19回「チャイナ服対決」 第20回「西アフリカ風ドレス対決」                       | インターナショナル（International Week）    | 西アフリカ風のドレス（West African Dress）                     | 5時間半   | 生地はアフリカのワックスプリントを使用。モデルに完璧にフィットしたものを作る                                                                                            |
| 第5週      | 第21回「ワンピース対決」 第22回「ウールの上着対決」                             | 60年代ファッション (1960s Week)             | カラーブロックのワンピース（Colour Block Shift Dress）         | 3時間45分 | 当時のミシンとコットンサテンの生地を使ってカラーブロックのワンピースを作る。配色は自由。後身頃のファスナーは片返しでつけること                                          |
| 第5週      | 第21回「ワンピース対決」 第22回「ウールの上着対決」                             | 60年代ファッション (1960s Week)             | ビニール素材のレインコートをリメイク (PVC Raincoat)            | 1時間半   | 装飾にビニール以外の素材追加はOK |
| 第5週      | 第21回「ワンピース対決」 第22回「ウールの上着対決」                             | 60年代ファッション (1960s Week)             | ウールの上着 (Tailored Jacket)                                 | 6時間半   | 1960年代の型紙を使って、かっちりしたデザインのウールの上着（ジャケット又はコート）を作る                                                                                |
| 第6週      | 第23回「サイクリングウエア対決」 第24回「ヨガウエア対決」                       | スポーツウエア（Active Wear Week）          | 男性向けサイクリングウエア（Men's Cycle Shirt）                | 2時間45分 | 3種類のミシン（普通のミシン、オーバーロックミシン、カバーステッチミシン）を使い分け、ストレッチ生地で男性用のサイクリングウエアを作る。襟には裏コバステッチを入れること |
| 第6週      | 第23回「サイクリングウエア対決」 第24回「ヨガウエア対決」                       | スポーツウエア（Active Wear Week）          | 1980年代のスキーウェアをこども用の上着にリメイク（Ski Suit）   | 1時間半   | 合成繊維の表地、詰め物、裏地全てを使用すること |
| 第6週      | 第23回「サイクリングウエア対決」 第24回「ヨガウエア対決」                       | スポーツウエア（Active Wear Week）          | 女性向けヨガ用ウェア（Yoga Outfit）                            | 5時間半   | ストレッチ生地で女性用のヨガ用ウエアを作る |
| 第7週      | 第25回「フレアスカート対決」 第26回「型紙からワンピース対決」                   | パズルのような型紙（Puzzling Pattern Week） | ヨーク・ドレープのフレアスカート（Yoke Drape Skirt）           | 3時間半   | ヨークとスカート部を曲線ではぎ合わせる複雑な型紙のフレアスカートを正確に作る                                                                                            |
| 第7週      | 第25回「フレアスカート対決」 第26回「型紙からワンピース対決」                   | パズルのような型紙（Puzzling Pattern Week） | こども用のかけ布団カバーを女性服にリメイク（Child's Duvet）    | 1時間半   | 同柄のかけ布団カバーと枕カバーを余り無く使い切って印象的なシルエットの女性服を作る。ハーフサイズのマネキンと枕カバーでのデザイン検討に15分、実制作に1時間半が与えられる |
| 第7週      | 第25回「フレアスカート対決」 第26回「型紙からワンピース対決」                   | パズルのような型紙（Puzzling Pattern Week） | ワンピース（Bespoke Daydress）                                 | 7時間     | 「原型」にアレンジを加えた型紙を作り、モデルにフィットしたワンピースを作る                                                                                              |
| 第8週 決勝 | 第27回「決勝戦! 紳士用ドレスシャツ対決」 第28回「決勝戦! イブニングドレス対決」 | イブニングウェア（Evening Wear Week）       | 紳士用ドレスシャツ（Men's Dress Shirt）                        | 4時間半   | 前身頃の左右にピンタックを6本ずつ入れる。生地はあらかじめ裁断されたものが用意される                                                                                     |
| 第8週 決勝 | 第27回「決勝戦! 紳士用ドレスシャツ対決」 第28回「決勝戦! イブニングドレス対決」 | イブニングウェア（Evening Wear Week）       | 男性用のフォーマルスーツをミニドレスにリメイク（Dinner Suit）  | 1時間半   | |
| 第8週 決勝 | 第27回「決勝戦! 紳士用ドレスシャツ対決」 第28回「決勝戦! イブニングドレス対決」 | イブニングウェア（Evening Wear Week）       | イブニングドレス（Evening Gown）                               | 6時間半   | 出場者が自ら選んだモデル（親族や友人など）のためのイブニングドレスを作る。裾丈は床に届く長さにすること                                                                  |

### シーズン5
日本語版では「ソーイング・ビー3」。

| 週         | 日本語版タイトル                                                            | テーマ                                                        | 課題                                                                  | 制限時間  | 内容 |
| ---------- | --------------------------------------------------------------------------- | ------------------------------------------------------------- | --------------------------------------------------------------------- | --------- | --- |
| 第1週      | 第1回「タイトワンピース対決」 第2回「オールインワン対決」                   | コットン (Cotton Week)                                        | タイトワンピース(Wiggle Dress)                                        | 3時間45分 | シックなタイトワンピースを作る。後見頃にはコンシールファスナーをつけること                                                                                            |
| 第1週      | 第1回「タイトワンピース対決」 第2回「オールインワン対決」                   | コットン (Cotton Week)                                        | デニムの古着をリメイク (Denim)                                        | 1時間半   | 使用する古着の種類は問わないが各自3着までとする |
| 第1週      | 第1回「タイトワンピース対決」 第2回「オールインワン対決」                   | コットン (Cotton Week)                                        | オールインワン (Cotton Jumpsuit)                                      | 5時間半   | モデルの体にフィットしたコットンのオールインワンを作る |
| 第2週      | 第3回「こども用スエットシャツ対決」 第4回「こども用ダンスウエア対決」       | こども服 (Children's Week）                                   | こども用スエットシャツ (Child's Hoodie)                               | 2時間半   | 3種のストレッチ素材（ジャージ素材、裏地、リブ）でフード付きのスエットシャツを作る。裾と袖口にリブをつけ、前身頃にはポケットをつける。オーバーロック・ミシンで縫うこと |
| 第2週      | 第3回「こども用スエットシャツ対決」 第4回「こども用ダンスウエア対決」       | こども服 (Children's Week）                                   | フェイクファーのコートをこども用のコスチュームにリメイク (Fake Fur)   | 1時間半   | 架空の動物やモンスターをモチーフにすること |
| 第2週      | 第3回「こども用スエットシャツ対決」 第4回「こども用ダンスウエア対決」       | こども服 (Children's Week）                                   | こども用ダンスウエア (Child's Dance Outfit)                           | 4時間半   | モデルにフィットした動きやすいもの。ダンスの種類は問わない |
| 第3週      | 第5回「ベルボトム対決」 第6回「マキシドレス対決」                           | 1970年代ファッション（70s Week）                              | ベルボトムのパンツ(Flared Jeans)                                      | 3時間半   | ビンテージの型紙と70年代のミシンを使ってベルボトムのパンツを作る |
| 第3週      | 第5回「ベルボトム対決」 第6回「マキシドレス対決」                           | 1970年代ファッション（70s Week）                              | タータンチェックの服をパンク・ファッションにリメイク(Tartan Garments) | 1時間半   | Tシャツ、スカートなどのタータンチェックの洋服3着から、上下2点のパンク・ファッションを作る                                                                             |
| 第3週      | 第5回「ベルボトム対決」 第6回「マキシドレス対決」                           | 1970年代ファッション（70s Week）                              | マキシドレス(Maxi Dress)                                              | 5時間半   | あらかじめ各自で準備した型紙を使い、モデルにフィットしたマキシ丈のドレスを作る                                                                                        |
| 第4週      | 第7回「水着対決」 第8回「トレーニングウエア対決」                           | 特殊素材（Technical Fabric Week）                             | ワンピース水着 (Swimming Costume)                                     | 3時間     | 表地にポリウレタン、裏地にメッシュ素材を用い、前身頃にリボン結びを設け、ループ状の肩ひもを後ろでクロスさせる。仕上げはカバーステッチ・ミシンを用いること              |
| 第4週      | 第7回「水着対決」 第8回「トレーニングウエア対決」                           | 特殊素材（Technical Fabric Week）                             | テントを犬用レインコートにリメイク(Tent)                              | 1時間半   | ナイロン製ワンタッチ式ドーム型テントを素材にして実用的でスタイリッシュな犬用レインコートを作る                                                                        |
| 第4週      | 第7回「水着対決」 第8回「トレーニングウエア対決」                           | 特殊素材（Technical Fabric Week）                             | オーダーメイドのトレーニングウエア(Tracksuit)                         | 4時間半   | 直線的なデザインを取り入れ、男性モデルにフィットしたもの。生地は合成繊維を使うこと                                                                                    |
| 第5週      | 第9回「古着からブラウス対決」 第10回「布製品からワンピース対決」            | リサイクル (Reduce, Reuse, and Recycle Week)                  | ボゥ・カラー・ブラウス(Pussy Bow Blouse)                              | 3時間半   | 古着を使ってクラシックなボゥ・カラー・ブラウスを作る。使用する古着は4着まで（うち1着は必ず紳士ものであること、また紳士もの前立てを再利用すること）。                  |
| 第5週      | 第9回「古着からブラウス対決」 第10回「布製品からワンピース対決」            | リサイクル (Reduce, Reuse, and Recycle Week)                  | 前4週の端切れをリメイク (Offcuts From Last Four Weeks)                | 1時間半   | これまでの課題で出た端切れから美しく、かつ着られる服を作る。自分が使った生地の端切れでなくても良い                                                                    |
| 第5週      | 第9回「古着からブラウス対決」 第10回「布製品からワンピース対決」            | リサイクル (Reduce, Reuse, and Recycle Week)                  | ワンピース(Day Dress)                                                 | 4時間     | 使用済みのカーテンやソファカバーなど家庭内の布製品をリサイクルして、モデルにフィットしたワンピースを作る                                                              |
| 第6週      | 第11回「リネンのジャケット対決」 第12回「ウールのコート対決」               | イギリスとアイルランドの生地（British and Irish Fabric Week） | リネンのジャケット(Linen Worker's Jacket)                             | 4時間半   | パトリックの作った型紙を用いて、リネンで裏地無しのカジュアル・ジャケットを作る                                                                                        |
| 第6週      | 第11回「リネンのジャケット対決」 第12回「ウールのコート対決」               | イギリスとアイルランドの生地（British and Irish Fabric Week） | デッキチェアとビーチパラソルをリメイク(Deckchair and Parasol)         | 1時間半   | デッキチェアとビーチパラソル各1台分のストライプ柄のティッキング（英語版）（厚手の綿麻布）を使って夏向きの服を作る                                                     |
| 第6週      | 第11回「リネンのジャケット対決」 第12回「ウールのコート対決」               | イギリスとアイルランドの生地（British and Irish Fabric Week） | ウールのコート(British Woollen Coat)                                  | 5時間半   | ハリスツイードなどのブリティッシュ・ウールを使ってコートを作る。裏地の有無は自由                                                                                      |
| 第7週      | 第13回「インド風パンツ対決」 第14回「折り紙風トップス対決」                 | インターナショナル（World Sewing Week）                       | インドの民族衣装ドーティ (Indian Dhoti Pants)                         | 3時間半   | インドの民族衣装「ドーティ」を作る。32本のプリーツを正確に入れること                                                                                                  |
| 第7週      | 第13回「インド風パンツ対決」 第14回「折り紙風トップス対決」                 | インターナショナル（World Sewing Week）                       | アフリカのダシーキでリメイク(Dashiki)                                 | 1時間半   | アフリカの民族衣装「ダシーキ」をリメイクして、フチや身頃の柄を生かした新しい服を作る。無地の布を加えてもよい。                                                        |
| 第7週      | 第13回「インド風パンツ対決」 第14回「折り紙風トップス対決」                 | インターナショナル（World Sewing Week）                       | 折り紙風トップス(Origami Top)                                         | 3時間半   | あらかじめ自分で引いた型紙を使用して、折り紙の手法を取り入れた立体的で幾何学的なトップスを作る。                                                                      |
| 第8週 決勝 | 第15回「決勝戦! 裏地つきベスト対決」 第16回「決勝戦! イブニングドレス対決」 | 特別な日に着る服（Special Occasion Week）                     | 裏地付きのダブルの紳士用ベスト(Double Breasted Waistcoat)             | 5時間     | 裏地付きのダブルの紳士用ベストを作る。前身頃はウール、裏地と後身頃はシルクを用い、ショールカラーと飾りポケットをつける。ボタン（とボタンホール）は6個                 |
| 第8週 決勝 | 第15回「決勝戦! 裏地つきベスト対決」 第16回「決勝戦! イブニングドレス対決」 | 特別な日に着る服（Special Occasion Week）                     | レースのカーテンをイブニングウェアにリメイク(Net Curtains)            | 1時間半   | レースのカーテンは3枚まで。他の生地を使ってもよい |
| 第8週 決勝 | 第15回「決勝戦! 裏地つきベスト対決」 第16回「決勝戦! イブニングドレス対決」 | 特別な日に着る服（Special Occasion Week）                     | 肩ひもなしのイブニングドレス(Strapless Evening Gown)                  | 6時間     | 出演者の選んだモデル（友人や家族）にフィットした肩ひもなしのイブニングドレスを作る                                                                                    |

### シーズン6
日本語版では「ソーイング・ビー4」。参加者は12名。

| 週          | 日本語版タイトル                                                            | テーマ                                                  | 課題                                                             | 制限時間  | 内容 |
| ----------- | --------------------------------------------------------------------------- | ------------------------------------------------------- | ---------------------------------------------------------------- | --------- | --- |
| 第1週       | 第1回「巻きスカート対決」 第2回「ティードレス対決」                         | 定番の服 (Wardrobe Staples Week)                        | 巻きスカート(Wrap Skirt)                                         | 3時間半   | 前で生地を重ね、ウェストベルトとボタンループをつける |
| 第1週       | 第1回「巻きスカート対決」 第2回「ティードレス対決」                         | 定番の服 (Wardrobe Staples Week)                        | 男性用のビジネスシャツをリメイク(Men's Office Shirt)             | 1時間半   | 男性用のビジネスシャツ2枚をリメイクして女性用の服を作る。全く別の形の服にすること                                                                            |
| 第1週       | 第1回「巻きスカート対決」 第2回「ティードレス対決」                         | 定番の服 (Wardrobe Staples Week)                        | ティードレス(Tea Dress)                                          | 5時間     | モデルの体形にフィットしたティードレス（1940年代に流行した、丈がひざ下のドレス）を作る                                                                       |
| 第2週       | 第3回「パラッツォパンツ対決」 第4回「リゾートシャツ対決」                   | ホリデイ (Holiday Week)                                 | パラッツォパンツ(Palazzo Pants)                                  | 3時間半   | はっきりした柄物生地を使い、コンシールファスナーをつける。左右のポケットは表から見えないようにすること                                                       |
| 第2週       | 第3回「パラッツォパンツ対決」 第4回「リゾートシャツ対決」                   | ホリデイ (Holiday Week)                                 | タオルをリメイク(Towels)                                         | 1時間半   | タオル2枚をリメイクして女性用のビーチウェアを作る。生地はタオル以外不可（飾りには別の素材の使用OK）                                                          |
| 第2週       | 第3回「パラッツォパンツ対決」 第4回「リゾートシャツ対決」                   | ホリデイ (Holiday Week)                                 | リゾートシャツ(Summer Holiday Shirt)                             | 5時間     | モデルの体形にフィットした男性用の夏のリゾートシャツを作る                                                                                                   |
| 第3週       | 第5回「こども用ワンピース対決」 第6回「オーバーオール対決」                 | 子ども服 (Children's Week)                              | こども用ワンピース(Child's Smocked Dress)                        | 3時間半   | スモッキング風のワンピースを作る。ギャザーは前に寄せて模様縫いで固定すること                                                                                 |
| 第3週       | 第5回「こども用ワンピース対決」 第6回「オーバーオール対決」                 | 子ども服 (Children's Week)                              | 寝袋をリメイク(Sleeping Bag)                                     | 1時間半   | 寝袋をリメイクして食べ物をテーマにしたコスチュームを作る |
| 第3週       | 第5回「こども用ワンピース対決」 第6回「オーバーオール対決」                 | 子ども服 (Children's Week)                              | オーバーオール(Dungarees)                                        | 4時間半   | モデルの体形にフィットしたこども用のオーバーオールを作る。裾の長さは自由                                                                                     |
| 第4週       | 第7回「ラグビーシャツ対決」 第8回「テニスウエア対決」                       | スポーツウェア(Sports Week)                             | ラグビーシャツ(Rugby Shirt)                                      | 4時間半   | 伸縮性の異なる4種類の生地を用いてコットンジャージの男性用ラグビーシャツを作る                                                                                |
| 第4週       | 第7回「ラグビーシャツ対決」 第8回「テニスウエア対決」                       | スポーツウェア(Sports Week)                             | 防水ジャケットをリメイク(Cagoule)                                | 1時間半   | 2着の防水ジャケットをリメイクして着脱しやすい子供用のつなぎのレインウエアを作る。生地は防水ジャケット以外不可だが、別のファスナーや小物は使用可              |
| 第4週       | 第7回「ラグビーシャツ対決」 第8回「テニスウエア対決」                       | スポーツウェア(Sports Week)                             | テニスウエア(Tennis Outfit)                                      | 4時間半   | テニスウエアを作る。生地、デザインは問わない |
| 第5週       | 第9回「ビスチェ対決」 第10回「ナイトウエア対決」                            | ランジェリーとナイトウエア(Lingerie and Sleepwear Week) | ビスチェ(Bustier)                                                | 3時間半   | ボーンの入ったビスチェを作る。生地は自由だが、後ろには専用のかぎホックをつけること                                                                           |
| 第5週       | 第9回「ビスチェ対決」 第10回「ナイトウエア対決」                            | ランジェリーとナイトウエア(Lingerie and Sleepwear Week) | ネグリジェとパジャマをリメイク(Nightie and Pajamas)              | 1時間半   | ネグリジェと男性用パジャマ1着ずつ計2着をリメイクして外出にも使える女性用の夏物の普段着を作る。生地はネグリジェとパジャマ以外不可だが、別の小物は使用可       |
| 第5週       | 第9回「ビスチェ対決」 第10回「ナイトウエア対決」                            | ランジェリーとナイトウエア(Lingerie and Sleepwear Week) | ナイトウエア(Sleep Set)                                          | 5時間     | モデルの体形にフィットした上下セパレートのレース付ナイトウエアを作る                                                                                         |
| 第6週       | 第11回「ボマージャケット対決」 第12回「二ットワンピース対決」               | リサイクル(Reduce, Reuse, and Recycle Week)             | 紳士用のボマージャケット(Men's Bomber Jacket)                    | 4時間半   | 女性の古着を使って紳士用のボマージャケットを作る。襟と裾にリブを用い、オープンファスナーをつける。リブ以外の布は古着を使うこととし、使用できる枚数は4着まで  |
| 第6週       | 第11回「ボマージャケット対決」 第12回「二ットワンピース対決」               | リサイクル(Reduce, Reuse, and Recycle Week)             | ランドリーバッグをリメイク(Laundry Bags)                         | 1時間半   | 再生プラスチック製のランドリーバッグ（洗濯物袋）を使って男性用もしくは女性用の服を作る。使用するランドリーバッグは3つまで                                    |
| 第6週       | 第11回「ボマージャケット対決」 第12回「二ットワンピース対決」               | リサイクル(Reduce, Reuse, and Recycle Week)             | ニットワンピース(Winter Dress)                                   | 5時間     | 出場者が持参した古着のニットからニットワンピースを作る |
| 第7週       | 第13回「80'sジャケット対決」 第14回「カクテルドレス対決」                   | 1980年代 (1980's Week)                                  | パワージャケット(Power Jacket)                                   | 4時間     | 大きな襟と厚い肩パッドを入れた女性用のパワージャケットを作る                                                                                                 |
| 第7週       | 第13回「80'sジャケット対決」 第14回「カクテルドレス対決」                   | 1980年代 (1980's Week)                                  | 反射材付きの安全着をリメイク(High-Vis Safety Wear)               | 1時間半   | 安全着をリメイクして80年代風のパーティーウェアを作る。使用できる枚数は3着まで                                                                                |
| 第7週       | 第13回「80'sジャケット対決」 第14回「カクテルドレス対決」                   | 1980年代 (1980's Week)                                  | カクテルドレス(80's Cocktail Dress)                              | 5時間半   | 80年代風のカクテルドレスを作る |
| 第8週       | 第15回「テルノ風ブラウス対決」 第16回「フラメンコ風スカート対決」           | インターナショナル (World Sewing Week)                  | テルノ風ブラウス(Terno Blouse)                                   | 3時間半   | フィリピンの民族衣装「テルノ」（フィリピンの女性の正装で、肩回りが大きく膨らんだ袖が特徴）風のブラウスを作る。後ろはくるみボタンで留めること                 |
| 第8週       | 第15回「テルノ風ブラウス対決」 第16回「フラメンコ風スカート対決」           | インターナショナル (World Sewing Week)                  | プロヴァンス地方のテーブルクロスをリメイク(Provencal Tablecloth) | 1時間半   | 南仏プロヴァンス地方のテーブルクロスをリメイクして自由に好きな服を作る。使用するテーブルクロスは1枚ずつだが、他の布を足しても良い                            |
| 第8週       | 第15回「テルノ風ブラウス対決」 第16回「フラメンコ風スカート対決」           | インターナショナル (World Sewing Week)                  | フラメンコ風スカート(Flamenco Skirt)                             | 5時間半   | フラメンコ衣装風の裾に大きなフリルの入ったスカートを作る |
| 第9週       | 第17回「ホルターネックドレス対決」 第18回「フラッパードレス対決」           | 映画 (Movie Week)                                       | ホルターネックドレス(Pleated Halterneck Dress)                   | 4時間半   | 映画『七年目の浮気』でマリリン・モンローが着用したのと同タイプのプリーツ入りホルターネックドレスを作る。あらかじめプリーツの入ったポリエステル生地を使用する |
| 第9週       | 第17回「ホルターネックドレス対決」 第18回「フラッパードレス対決」           | 映画 (Movie Week)                                       | スクラップと古着をリメイク(Sci-Fi 'Scrap' and Garments)          | 1時間半   | 様々なスクラップと古着をリメイクしてSF映画をイメージした服を作る。使用する古着は3着まで                                                                      |
| 第9週       | 第17回「ホルターネックドレス対決」 第18回「フラッパードレス対決」           | 映画 (Movie Week)                                       | フラッパードレス(Flapper Dress)                                  | 5時間半   | 1920年代をイメージしたフラッパードレスを作る。 |
| 第10週 決勝 | 第19回「決勝戦! こども用キルト対決」 第20回「決勝戦! イブニングドレス対決」 | とっておきの服 (Celebration Week)                       | こども用キルト(Boy's Kilt)                                       | 3時間45分 | こども用の伝統的なキルトを作る。前の端はフリンジにして、革ベルトをつけること                                                                                 |
| 第10週 決勝 | 第19回「決勝戦! こども用キルト対決」 第20回「決勝戦! イブニングドレス対決」 | とっておきの服 (Celebration Week)                       | 水着とプロムドレスをリメイク(Swimsuit and Prom Dress)            | 1時間半   | 水着とプロム用ドレスをリメイクしてカーニバル衣装を作る。カーニバルらしく、羽飾りや光沢のある小物をたっぷり使うこと                                           |
| 第10週 決勝 | 第19回「決勝戦! こども用キルト対決」 第20回「決勝戦! イブニングドレス対決」 | とっておきの服 (Celebration Week)                       | イブニングドレス(Evening Gown)                                   | 6時間     | 出場者自身が選んだモデルに合わせ、レッドカーペットで着るようなイブニングドレスを作る。ドレスにはカットアウトを盛り込むこと                                   |

### シーズン7
日本語版では「ソーイング・ビー5」。参加者は12名。

| 週     | 日本語版タイトル                                                                | テーマ                                       | 課題                                             | 制限時間  | 内容 |
| ------ | ------------------------------------------------------------------------------- | -------------------------------------------- | ------------------------------------------------ | --------- | --- |
| 第1週  | 第1回「シェルトップ対決」 第2回「ビュッフェドレス対決」                         | 定番の服 (Wardrobe Staples Week)             | シェルトップ(Shell Top)                          | 3時間     | 襟や袖のないシェルトップブラウスを作る。首の後ろはボタンで留め、縫い代は見返しをつけて隠すこと |
| 第1週  | 第1回「シェルトップ対決」 第2回「ビュッフェドレス対決」                         | 定番の服 (Wardrobe Staples Week)             | Tシャツをリメイク(T-Shirts)                      | 1時間半   | Tシャツをリメイクして別の衣装を作る。想定上のモデルの年齢層・性別は自由だが、使用するTシャツは3着まで |
| 第1週  | 第1回「シェルトップ対決」 第2回「ビュッフェドレス対決」                         | 定番の服 (Wardrobe Staples Week)             | ビュッフェドレス(Buffet Dresses)                 | 5時間     | モデルの体形にフィットした、婦人用のゆったりしたビュッフェドレスを作る |
| 第2週  | 第3回「ペーパーバッグ・パンツ対決」 第4回「ボタンあきのワンピース対決」         | 夏 (Summer Week)                             | ペーパーバッグ・パンツ(Paperbag Shorts)          | 3時間半   | 紙袋をしぼったようなペーパーバッグ・パンツを作る。ベルトと脇のポケットを作り、ウェストはゴムを通して裾は折り返しにすること |
| 第2週  | 第3回「ペーパーバッグ・パンツ対決」 第4回「ボタンあきのワンピース対決」         | 夏 (Summer Week)                             | 水着をリメイク(Swimming Gear)                    | 1時間半   | ボードショーツをはじめとする男性用水着をリメイクして女性用の夏のイブニングウェアを作る。使用する水着は4着まで |
| 第2週  | 第3回「ペーパーバッグ・パンツ対決」 第4回「ボタンあきのワンピース対決」         | 夏 (Summer Week)                             | ボタンあきのワンピース(Button-down Sun Dresses)  | 5時間     | モデルの体形にフィットした、女性用のボタンあきワンピースを作る |
| 第3週  | 第5回「ベイカーボーイ・ハット対決」 第6回「ユーティリティージャケット対決」     | メンズウェア (Menswear Week)                 | ベイカーボーイ・ハット(Baker Boy Cap)            | 3時間     | ふっくらした形のベイカーボーイ・ハットを作る。本体前方にはつば、てっぺんにはくるみボタンをつけ、裏地を入れること。表側の生地は1種類でも複数でもよい                                                                                              |
| 第3週  | 第5回「ベイカーボーイ・ハット対決」 第6回「ユーティリティージャケット対決」     | メンズウェア (Menswear Week)                 | ジャケットをリメイク(Suit Jackets)               | 1時間半   | 男性用ジャケットをリメイクして女性用の服を作る。ジャケットの特徴をデザインに活かすこと。使用するジャケットは2着まで |
| 第3週  | 第5回「ベイカーボーイ・ハット対決」 第6回「ユーティリティージャケット対決」     | メンズウェア (Menswear Week)                 | ユーティリティージャケット(Utility Jacket)       | 5時間半   | モデルの体形にフィットした、男性用のユーティリティージャケットを作る。ポケットは最低3つつけること |
| 第4週  | 第7回「ブルトントップ対決」 第8回「フリーダ・カーロ風の服対決」                 | インターナショナル (International Week)      | ブルトントップ(Breton Top)                       | 3時間     | フランス・ブルターニュ地方発祥のブルトントップを作る。袖は七分、襟は肩にボタンあき（ボタンは3つ使用）のボートネックとし、ストライプ模様は縫い目で綺麗に合わせること                                                                              |
| 第4週  | 第7回「ブルトントップ対決」 第8回「フリーダ・カーロ風の服対決」                 | インターナショナル (International Week)      | サロンをリメイク(Sarong)                         | 1時間半   | 東南アジアの民族衣装「サロン」をリメイクして別の服を作る。想定上のモデルの年齢層・性別は自由だが、使用するサロンは2着まで |
| 第4週  | 第7回「ブルトントップ対決」 第8回「フリーダ・カーロ風の服対決」                 | インターナショナル (International Week)      | フリーダ・カーロ風の服(Frida Kahlo)              | 5時間半   | モデルの体形にフィットした、メキシコの女流画家フリーダ・カーロをイメージした女性用の服を作る |
| 第5週  | 第9回「ロンパース対決」 第10回「こども用レインコート対決」                      | こども服 (Children's Week)                   | ロンパース(Unisex Romper)                        | 4時間     | 男女兼用のロンパースを作る。肩紐は後ろで交差させてスナップボタンをつけ、ウェストと足の部分にゴムを入れる。生地は子どもの動きを邪魔しないものにすること                                                                                           |
| 第5週  | 第9回「ロンパース対決」 第10回「こども用レインコート対決」                      | こども服 (Children's Week)                   | ウェットスーツと浮き具をリメイク(Wetsuit)        | 1時間半   | 合成ゴムのウェットスーツ及び浮き輪やビート板等の浮き具をリメイクして「海の中」をテーマにした子ども用コスチュームを作る。ウェットスーツ等以外に用意された飾りや生地も使用してよい                                                                 |
| 第5週  | 第9回「ロンパース対決」 第10回「こども用レインコート対決」                      | こども服 (Children's Week)                   | レインコート(Raincoat)                           | 4時間半   | モデルの体形にフィットした、子ども用（男女兼用）のレインコートを作る |
| 第6週  | 第11回「紳士用ベスト対決」 第12回「デニムワンピース対決」                       | リサイクル (Reduce, Reuse, and Recycle Week) | 紳士用のベスト(Gentleman's Waistcoat)            | 4時間     | 用意された古着を組み合わせて使って紳士用のベストを作る。裏地をつけ、前にはボタンを5つつけること |
| 第6週  | 第11回「紳士用ベスト対決」 第12回「デニムワンピース対決」                       | リサイクル (Reduce, Reuse, and Recycle Week) | 迷彩服をリメイク(Army Surplus)                   | 1時間半   | 軍の払い下げ品の迷彩服を使って女性用の洗練されたデザインの服を作る。使用する迷彩服は3着までだが、小物は自由に使用可 |
| 第6週  | 第11回「紳士用ベスト対決」 第12回「デニムワンピース対決」                       | リサイクル (Reduce, Reuse, and Recycle Week) | デニムワンピース(Jeans Dress)                    | 5時間     | 古着のデニム生地のジーンズからデニムワンピースを作る |
| 第7週  | 第13回「フランネルシャツ対決」 第14回「冬のパーティードレス対決」               | 冬 (Winter Week)                             | フランネルシャツ(Men's flannel Shirt)            | 4時間45分 | 紳士用のフランネル生地のシャツを作る。ヨーク、襟、袖口を作り、チェックの柄は前あき部分、襟、身頃、ヨークの縫い目全て綺麗に合わせること |
| 第7週  | 第13回「フランネルシャツ対決」 第14回「冬のパーティードレス対決」               | 冬 (Winter Week)                             | 巻きものをリメイク(Old Scarves)                  | 1時間半   | マフラーやストール、スカーフ等の巻きものをリメイクして大人用（性別は不問）の服を作る。使用する巻きものは5枚まで |
| 第7週  | 第13回「フランネルシャツ対決」 第14回「冬のパーティードレス対決」               | 冬 (Winter Week)                             | 冬のパーティードレス(Festive Winter Party Dress) | 5時間     | ベルベットやブロケード、サテン等の冬のイメージに合う生地を使ったドレスを作る。一際華やかで動きやすく、かつ外でも温かいドレスにすること |
| 第8週  | 第15回「ダンス用ドレス対決」 第16回「ディスコクイーンの衣装対決」               | 音楽が最高な映画 (Music of the Movies Week)  | ダンス用ドレス(60's Dance Dress)                 | 4時間半   | 映画『ダーティ・ダンシング』をイメージした1960年代風のダンス用ドレスを作る。身頃は裏地と縫い返して作り、スカート部分は透ける生地を重ね、ウェストベルトにはレースをつけること。身頃の生地はサテン、スカート部分の上に重ねる生地はシフォン以外不可 |
| 第8週  | 第15回「ダンス用ドレス対決」 第16回「ディスコクイーンの衣装対決」               | 音楽が最高な映画 (Music of the Movies Week)  | カーテンをリメイク(Curtains)                     | 1時間半   | 映画『サウンド・オブ・ミュージック』の主人公・マリアのように、カーテンをリメイクして実用的な子どもの遊び用の服を作る。必ずパンツも作ること。使用するカーテンは1人1枚まで。生地はカーテン以外不可だが、別の小物は使用可                           |
| 第8週  | 第15回「ダンス用ドレス対決」 第16回「ディスコクイーンの衣装対決」               | 音楽が最高な映画 (Music of the Movies Week)  | ディスコクイーンの衣装(1970's Dream Girls Dress) | 5時間半   | 映画『ドリームガールズ』をイメージした、1970年代のディスコクイーンのような、ステージで眩い輝きを放って映える衣装を作る |
| 第9週  | 第17回「オックスフォードバッグス対決」 第18回「ニュールック風の服対決」         | 1940年代 (1940's Week)                       | オックスフォードバッグス(1940's Oxford Bags)     | 4時間半   | 所謂バギーパンツであるオックスフォードバッグスを作る。前開きはファスナー、脇の縫い目にポケット、ウェストベルトを着け、裾は折り返す。生地は自由だが、デザインとテーマである1940年代に相応しいものを選ぶこと                                       |
| 第9週  | 第17回「オックスフォードバッグス対決」 第18回「ニュールック風の服対決」         | 1940年代 (1940's Week)                       | パラシュートをリメイク(Parachutes)               | 1時間半   | パラシュートをリメイクして男性用又は女性用の衣装を作る。できるだけたくさんパラシュート生地を使用すること。支給されるパラシュートは1人1つだが、素材をほかの参加者と分け合ってもよい                                                               |
| 第9週  | 第17回「オックスフォードバッグス対決」 第18回「ニュールック風の服対決」         | 1940年代 (1940's Week)                       | ニュールック風の服(Dior's New Look)              | 5時間半   | クリスチャン・ディオールのニュールックをイメージした服を作る。当時をそのまま再現するのではなく、ニュールックの特徴を取り入れた現代の服を作ること。作業時間とは別に、生地の裁断に1時間が与えられる                                                |
| 第10週 | 第19回「決勝戦!ブライズメイドドレス対決」 第20回「決勝戦!イブニングドレス対決」 | とっておきの服 (Celebration Week)            | ブライズメイドドレス(Bridesmaid Dress)           | 4時間半   | 女児が着るブライズメイドドレスを作る。ボタンホールはがま口、スカートにはギャザーを入れ、ウェストにサッシュベルト、裾にはホースヘアーテープをつける。生地は自由だが、課題に相応しいものを選ぶこと                                                 |
| 第10週 | 第19回「決勝戦!ブライズメイドドレス対決」 第20回「決勝戦!イブニングドレス対決」 | とっておきの服 (Celebration Week)            | インテリア雑貨をリメイク(Homeware)               | 1時間半   | ビーズのカーテンやクッションカバー、ランプシェード等をリメイクして音楽フェス等のフェスティバルに着ていく服を作る |
| 第10週 | 第19回「決勝戦!ブライズメイドドレス対決」 第20回「決勝戦!イブニングドレス対決」 | とっておきの服 (Celebration Week)            | イブニングドレス(Off-the-shoulder Evening Gown)  | 5時間半   | 出場者の友人達をモデルに、レッドカーペットで着るような肩の開いたイブニングドレスを作る |

### シーズン8
日本語版では「ソーイング・ビー6」。参加者は12名。
第9週（準決勝）で脱落者なしとなり、史上初となる4名での決勝戦が行われた。

| 週     | 日本語版タイトル                                                                | テーマ                                                  | 課題                                                                               | 制限時間   | 内容 |
| ------ | ------------------------------------------------------------------------------- | ------------------------------------------------------- | ---------------------------------------------------------------------------------- | ---------- | --- |
| 第1週  | 第1回「ミニスカート対決」 第2回「ラップドレス対決」                             | 着回しのきく服 (Capsule Wardrobe Week)                  | ミニスカート(Mini Skirt)                                                           | 2時間45分  | ミニスカートを作る。後ろにファスナーと、左右に1つずつ、2つのポケットを作り、ポケットの縁は装飾のテープでパイピングする。パイピング用のテープは自分で作っても番組が用意したものでもよい。生地は会場であるヨークシャー製のウールを使用                                |
| 第1週  | 第1回「ミニスカート対決」 第2回「ラップドレス対決」                             | 着回しのきく服 (Capsule Wardrobe Week)                  | ルームウェアをリメイク(Lounge Wear)                                                | 1時間半    | ルームウェアをリメイクして夜遊びする時用の華やかなデザインのトップスを作る。使用できるルームウェアは上下1枚ずつ |
| 第1週  | 第1回「ミニスカート対決」 第2回「ラップドレス対決」                             | 着回しのきく服 (Capsule Wardrobe Week)                  | ラップドレス(Wrap Dresses)                                                         | 5時間      | モデルの体形にフィットした、婦人用のどんなシチュエーションにも着回していけるラップドレスを作る。丈の長さやデザインは自由 |
| 第2週  | 第3回「ハイカットスニーカー対決」 第4回「スポーツジャケット対決」               | スポーツ (Sports Week)                                  | ハイカットスニーカー(High Top Trainers)                                            | 4時間      | ハイカットタイプのスニーカーを両足分作る。生地のほか、ソールや靴紐等は番組が用意したものを使う。パーツには裏地をつけ、ループと踵、つま先部分のパーツを縫い合わせ、鳩目は左右7つずつ穴を開けて留める                                                                 |
| 第2週  | 第3回「ハイカットスニーカー対決」 第4回「スポーツジャケット対決」               | スポーツ (Sports Week)                                  | ユニフォームをリメイク(Netball Gear)                                               | 1時間半    | ネットボールのユニフォーム（スポーツ用トップス、プリーツスカート、ゼッケン）をリメイクして普段着を作る。プリーツスカートのプリーツをどこかに使うこと |
| 第2週  | 第3回「ハイカットスニーカー対決」 第4回「スポーツジャケット対決」               | スポーツ (Sports Week)                                  | スポーツジャケット(Sports Hero Inspired Jacket)                                    | 5時間      | モデル（性別は参加者により異なる）の体形にフィットした、憧れのアスリートをイメージしたスポーツジャケットを作る。参加者は事前にイメージ対象のアスリートを選ぶ |
| 第3週  | 第5回「シャーリングドレス対決」 第6回「パンツのセットアップ対決」               | 夏 (Summer Week)                                        | シャーリングドレス(Shirred Midi Dress)                                             | 3時間半    | 袖にギャザーの入った、ふくらはぎ丈のシャーリングドレスを作る。肩とウェスト、身頃にゴムを通して縫い、身頃にはシャーリングのラインを前後15本ずつ入れる |
| 第3週  | 第5回「シャーリングドレス対決」 第6回「パンツのセットアップ対決」               | 夏 (Summer Week)                                        | ハンモックをリメイク(Hammock)                                                      | 1時間半    | 綿キャンバスのハンモックをリメイクして大人用の夏服を作る。必ずフリンジやロープ、マクラメも使うこと。ハンモック以外の生地の使用は不可 |
| 第3週  | 第5回「シャーリングドレス対決」 第6回「パンツのセットアップ対決」               | 夏 (Summer Week)                                        | パンツのセットアップ(Co-ord set)                                                   | 5時間      | モデル（性別は参加者により異なる）の体形にフィットした、パンツのセットアップのツーピースを作る |
| 第4週  | 第7回「パッチワークのジャケット対決」 第8回「マキシドレス対決」                 | リサイクル (Reduce, Reuse, and Recycle Week)            | パッチワークのジャケット(Quilted Patchwork Jacket)                                 | 4時間 15分 | パッチワークギルトのジャケットを生地から作る。生地は番組で余った生地と各地で集めた余り物の生地を使った正方形の端切れから96枚を選んで作る。表にはキルティングと縁取りのパイピングをすること                                                                          |
| 第4週  | 第7回「パッチワークのジャケット対決」 第8回「マキシドレス対決」                 | リサイクル (Reduce, Reuse, and Recycle Week)            | コートとジャケットをリメイク(Coats)                                                | 1時間半    | コートやジャケットをリメイクしてオシャレに着こなせる上着を作る。コートやジャケット2着分のパーツを使って作ること |
| 第4週  | 第7回「パッチワークのジャケット対決」 第8回「マキシドレス対決」                 | リサイクル (Reduce, Reuse, and Recycle Week)            | マキシドレス(Maxi Dress from Duvet Cover)                                          | 5時間      | モデルの体形にフィットしたマキシドレスを作る。生地は中古の布団カバー以外使用不可 |
| 第5週  | 第9回「セーラー風の子ども服対決」 第10回「ハロウィン・コスチューム対決」        | こども服 (Children's Week)                              | セーラー風の子ども服(Mini Sailor Suit)                                             | 3時間45分  | セーラー風の子ども服を作る。子供が遊び回っても大丈夫な軽くて丈夫な生地を選び、上下はセパレートにする。ショートパンツのウェストにゴムを入れ、セーラー襟は四角にし、襟と袖口には飾りのテープを2本入れること。生地やテープ、ボウタイの色合いは自由                     |
| 第5週  | 第9回「セーラー風の子ども服対決」 第10回「ハロウィン・コスチューム対決」        | こども服 (Children's Week)                              | 学校の制服をリメイク(School Uniforms)                                              | 1時間半    | ワンピースやスウェットシャツ、短パン等の学校の制服をリメイクして子どもが学校以外の場所で着るオシャレな服を作る。想定上の子どもの年齢は6歳、制服は好きなだけ使用してよい                                                                                             |
| 第5週  | 第9回「セーラー風の子ども服対決」 第10回「ハロウィン・コスチューム対決」        | こども服 (Children's Week)                              | ハロウィン・コスチューム(Halloween Costume)                                        | 4時間      | モデルの体形にフィットした、子どものハロウィン用コスチュームを作る。モデルの性別は参加者により異なるが、年齢は全員9歳、不気味な雰囲気かつ立体的なデザインにすること                                                                                                 |
| 第6週  | 第11回「モッズコート対決」 第12回「デビッド・ボウイ風の服対決」                 | 音楽 (Music Week)                                       | モッズコート(Parka)                                                                | 4時間半    | モッズコートを作る。後ろの裾はフィッシュテールにし、見返しにして、裾の見返しとウェストに紐を通す。左右の前身頃にポケットを1つずつ作り、フードと前空きのファスナー部分にはカバーをつけ、スナップボタンで留める。生地やファスナーは嵐にも耐えうる丈夫なものにすること |
| 第6週  | 第11回「モッズコート対決」 第12回「デビッド・ボウイ風の服対決」                 | 音楽 (Music Week)                                       | デニムとシャツをリメイク(Denim into Country Music)                                 | 1時間半    | 古着のデニムとシャツをリメイクして人気のカントリー歌手が着るようなステージ衣装を作る。古着は好きなだけ使用してよいが、それ以外の生地は使用不可。番組が用意した小物、飾りの使用は自由                                                                                |
| 第6週  | 第11回「モッズコート対決」 第12回「デビッド・ボウイ風の服対決」                 | 音楽 (Music Week)                                       | デビッド・ボウイ風の服(David Bowie Inspired)                                       | 5時間半    | モデルの体形にフィットした、デビッド・ボウイをイメージした衣装を作る |
| 第7週  | 第13回「ランジェリー対決」 第14回「高級メンズパジャマ対決」                     | ランジェリーとナイトウェア (Lingerie & Night Wear Week) | ブラジャーとショーツのセット(Lace Bra and Knicker Set)                             | 3時間45分  | ブラジャーとショーツ一式を作る。生地はレースを使用、ブラカップはレースとメッシュを重ねたうえでワイヤーを入れ、カップの上下の縁とショーツの足繰りにはゴムをつけること                                                                                                |
| 第7週  | 第13回「ランジェリー対決」 第14回「高級メンズパジャマ対決」                     | ランジェリーとナイトウェア (Lingerie & Night Wear Week) | インナーをリメイク(Thermals into Going Out)                                        | 1時間半    | パジャマ等の下に着るインナーをリメイクして外出用の服を作る。インナーは好きなだけ使用してよいが、それ以外の生地は使用不可。小物や飾りの使用は自由 |
| 第7週  | 第13回「ランジェリー対決」 第14回「高級メンズパジャマ対決」                     | ランジェリーとナイトウェア (Lingerie & Night Wear Week) | 高級メンズパジャマ(Mens Pyjama Set)                                                | 5時間      | 高級な雰囲気の男性用パジャマを作る。パジャマなのでモデルの体形にフィットさせつつゆったりしたディテールにすること |
| 第8週  | 第15回「セーラーパンツ対決」 第16回「ロングドレス対決」                         | 1930年代 (1930s Week)                                   | セーラーパンツ(1930's Sailor Trousers)                                             | 4時間      | セーラーパンツを作る。ウェストベルトと左右両側にポケットを付け、前にはドロップフロントと呼ばれる前空きを作る。ドロップフロントと生地が重なる部分は左右3つずつ、計6つのボタンで留めること                                                                            |
| 第8週  | 第15回「セーラーパンツ対決」 第16回「ロングドレス対決」                         | 1930年代 (1930s Week)                                   | 男性用シャツをリメイク(Mens shirts into 1930s Blouses)                             | 1時間半    | 古着の男性用シャツをリメイクして1930年代らしいデザインの女性用ブラウスを作る。使用できるシャツは2枚、シャツ以外の生地は使用不可だが飾りの使用は自由。なお、デザインのヒントとして会場には1930年代の女性用ブラウスが描かれたイラストが数枚展示                       |
| 第8週  | 第15回「セーラーパンツ対決」 第16回「ロングドレス対決」                         | 1930年代 (1930s Week)                                   | ロングドレス(Bias Cut Dress)                                                       | 5時間半    | モデルの体形にフィットした、1930年代のハリウッドスターをイメージしたバイアスカットのロングドレスを作る |
| 第9週  | 第17回「着物風ワンピース対決」 第18回「折り紙風ドレス対決」                     | 日本 (Japanese Week)                                    | 着物風ワンピース(Kimono Inspired Dress)                                            | 5時間      | 着物の特徴を取り入れた膝丈のワンピースを作る。身頃には裏地をつけ、袖は長方形にして、襟は立たせて襟足を見せる。ウェストは着物の帯をイメージしたリボン結びのベルトで締める。番組が用意した日本風の柄の生地を使うかは自由                                              |
| 第9週  | 第17回「着物風ワンピース対決」 第18回「折り紙風ドレス対決」                     | 日本 (Japanese Week)                                    | 刺し子でリメイク(Sashiko)                                                          | 1時間半    | 複数箇所が破れたデニムジーンズを、刺し子の技法を利用して破れた部分を修繕し、より美しいデニムジーンズに仕上げる。番組が用意した端切れや型染めの道具、刺繍糸を使用してもよい                                                                                          |
| 第9週  | 第17回「着物風ワンピース対決」 第18回「折り紙風ドレス対決」                     | 日本 (Japanese Week)                                    | 折り紙風ドレス(Origami Dress)                                                      | 5時間半    | モデルの体形にフィットした、折り紙のように生地を折って立体的に組み立てたドレスを作る |
| 第10週 | 第19回「決勝戦！アモルファス・ドレス対決」 第20回「決勝戦！ジャンプスーツ対決」 | パーティーウェア(Party Week)                            | アモルファス・ドレス(Amorphous Dress)                                              | 2時間半    | 若き頃のエズメ・ヤングが仲間と共にデザインしたアモルファス・ドレスを作る。袖ぐりはバイアステープでくるみ、生地の端はオーバーロックミシンで始末する。ベルトは額縁仕立てのものを首に1本、体の右側に5本の計6本で先を尖らせ、留め具はリングのみ                         |
| 第10週 | 第19回「決勝戦！アモルファス・ドレス対決」 第20回「決勝戦！ジャンプスーツ対決」 | パーティーウェア(Party Week)                            | 端切れでリメイク(Party Outfit made from scraps from earlier Sewing Bee challenges) | 1時間半    | これまでの課題で使われた生地の残りの端切れを組み合わせて、参加者自身がパーティーに着ていく為の服を作る。パーティーの種類の指定はなし、他人の端切れを使ってもよい |
| 第10週 | 第19回「決勝戦！アモルファス・ドレス対決」 第20回「決勝戦！ジャンプスーツ対決」 | パーティーウェア(Party Week)                            | ジャンプスーツ(Party Jumpsuit)                                                     | 5時間半    | 出場者の家族や友人達をモデルに、特別なパーティーに着ていく華やかで目を引くデザインのジャンプスーツを作る |

### シーズン9
日本語版では「ソーイング・ビー7」。参加者は12名。
第3週で、ナイジェリアを代表する女性ファッションデザイナーのバンキー・ククが初のゲスト審査員として参加。
| 週     | 日本語版タイトル                                                                  | テーマ                                                        | 課題                                                                    | 制限時間  | 内容 |
| ------ | --------------------------------------------------------------------------------- | ------------------------------------------------------------- | ----------------------------------------------------------------------- | --------- | --- |
| 第1週  | 第1回「ツイストブラウス対決」 第2回「カットアウトドレス対決」                     | 定番をひとひねり (Classics with a twist)                      | ツイストブラウス(Twist Top)                                             | 3時間     | 前にツイストが入ったブラウスを作る。ツイスト部分は左側が上になるように縫い、縁と袖ぐりは外表に縫った後に中表に縫って袋縫いにし、端や糸くずが表に出ないようにすること |
| 第1週  | 第1回「ツイストブラウス対決」 第2回「カットアウトドレス対決」                     | 定番をひとひねり (Classics with a twist)                      | オフィス用の服をリメイク(Corporate Uniform to Personality Garment)      | 1時間半   | オフィス用の服をリメイクして、参加者それぞれの個性を表現した服を作る。使用できる服の枚数は制限なし。籠の中の端切れや棚の飾りの使用は自由 |
| 第1週  | 第1回「ツイストブラウス対決」 第2回「カットアウトドレス対決」                     | 定番をひとひねり (Classics with a twist)                      | カットアウトドレス(Cut Out Dress)                                       | 5時間     | モデルの体形にフィットした、腕や足を通す部分以外の場所の生地を大きくくり抜いたカットアウトのあるドレスを作る |
| 第2週  | 第3回「リュックサック対決」 第4回「水着対決」                                     | 旅 (Travel Week)                                              | リュックサック(Rucksack)                                                | 3時間15分 | 旅行用リュックサックを作る。口は回しながら巻いて閉じるタイプ、肩紐は長さを調節できるようにアジャスターをつけ、前ポケットにはファスナーをつける。旅行用なので生地は丈夫なものを選び、肩紐を兼ねるリュックのテープも生地に合わせて選ぶこと |
| 第2週  | 第3回「リュックサック対決」 第4回「水着対決」                                     | 旅 (Travel Week)                                              | 風よけをリメイク(Windbreak to Rainwear)                                 | 1時間半   | ビーチに立てる風よけをリメイクして、レインウェアを作る。実用的かつ立体感があって型に嵌らないスタイルが望ましい |
| 第2週  | 第3回「リュックサック対決」 第4回「水着対決」                                     | 旅 (Travel Week)                                              | 水着(Swimsuit)                                                          | 4時間     | モデルの体形にフィットした水着を作る。水着のコンセプトは自由だが、ひだ飾りやアシンメトリーなデザインなど、手の込んだ要素を入れること |
| 第3週  | 第5回「バタカリ対決」 第6回「ブーブー対決」                                       | 西アフリカ (West Africa)                                      | バタカリ(Batakari)                                                      | 3時間     | ガーナの男性が着る民族衣装のバタカリの簡易版を作る。基本の生地は番組が用意したダボヤと呼ばれる細長い織物をはいで4枚の帯状の生地にしてそれを組み立てて使い、見返し用の生地をダボヤに合うように選ぶ。裾にはマチと呼ばれる三角形の生地を前後合わせて6枚入れて裾を広げる。ポケットは左右の腰の位置に入れ、高くも低くもないちょうどいい位置に作ること。襟ぐりはV字型だが、型紙には襟ぐりは記載されておらず、自分で襟ぐりを作らなければならない |
| 第3週  | 第5回「バタカリ対決」 第6回「ブーブー対決」                                       | 西アフリカ (West Africa)                                      | アディレをリメイク(Adire Fabric)                                        | 1時間半   | ナイジェリアのヨルバ族伝統の絞り染め織物のアディレをリメイクして、ドラマチックな衣装を作る。型紙は使わず、生地を直接マネキンにあてるドレーピングの手法で作ること |
| 第3週  | 第5回「バタカリ対決」 第6回「ブーブー対決」                                       | 西アフリカ (West Africa)                                      | ブーブー(Boubou)                                                        | 4時間     | モデルの体形にフィットした、西アフリカで特別な行事の時に着用するローブ・ブーブーを作る。作者の物語が伝わってくるものかつ大きく風通しの良いデザインが望ましい |
| 第4週  | 第7回「エコなパンツ対決」 第8回「クロッシェ・ウェア対決」                         | リデュース、リユース、リサイクル (Reduce, Reuse, and Recycle) | エコなパンツ(Zero Waste Trouser)                                        | 3時間     | ウェストに紐を通したパンツを作る。両脇の縫い目にポケットを1つずつ、後ろに2つパッチポケットを作る。1枚の生地を正確に裁断し、端切れが一切出ないようにすること。生地はデザイン会社や工場で余ったデッドストックを使用し、型紙には裁断の仕方を大まかに示す解説図が同封 |
| 第4週  | 第7回「エコなパンツ対決」 第8回「クロッシェ・ウェア対決」                         | リデュース、リユース、リサイクル (Reduce, Reuse, and Recycle) | エコバッグをリメイク(Tote Bag to Garment)                               | 1時間半   | トート型のエコバッグをリメイクしてトップスを作る。エコバッグはできるだけたくさん使い、それぞれの柄を生かした作品にすること |
| 第4週  | 第7回「エコなパンツ対決」 第8回「クロッシェ・ウェア対決」                         | リデュース、リユース、リサイクル (Reduce, Reuse, and Recycle) | クロッシェ・ウェア(Crochet Blanket Outfit)                              | 5時間     | チャリティーショップや中古のネットショップ等で入手した、クロッシェと呼ばれるかぎ針編みのブランケットを生地に使って、モデルの体形にフィットした衣装を作る。どんな服を作るかは参加者の自由 |
| 第5週  | 第9回「モダニズム風スカート対決」 第10回「シュールレアリスムな服対決」            | アート (Art Week)                                             | モダニズム風スカート(Modernist Inspired Skirt)                          | 4時間     | モダニズムをイメージしたギャザースカートを作る。前側には抽象的な形のアップリケを不規則に10個入れて抽象的な見た目にし、ウェストベルトは左腰に大きなリボンをつける。スカートとリボンは番組が用意したタフタ生地、アップリケは番組が用意した端切れで作ること。アップリケの型紙の形と組み合わせは参加者の自由 |
| 第5週  | 第9回「モダニズム風スカート対決」 第10回「シュールレアリスムな服対決」            | アート (Art Week)                                             | カンバス画をリメイク(Painting into Dress)                               | 1時間半   | リーズ芸術大学の生徒がカンバスに描いた絵をリメイクして衣装を作る。仕立てた際に隠れる部分の絵柄を考慮しつつ、カンバスの素材の丈夫さを活かして立体感のある服にすること |
| 第5週  | 第9回「モダニズム風スカート対決」 第10回「シュールレアリスムな服対決」            | アート (Art Week)                                             | シュールレアリスムな服(Surrealist Dress)                                | 5時間     | モデルの体形にフィットした、シュールレアリスムにインスパイアされた衣装を作る。非日常や不条理な世界をイメージしつつ、参加者それぞれの「自分」を表現したものが望ましい |
| 第6週  | 第11回「ドラゴンのバスローブ対決」 第12回「お子さまフォーマル対決」               | こども服 (Children's Week)                                    | ドラゴンのバスローブ(Dragon Dressing Gown)                              | 4時間     | ドラゴンモチーフのバスローブを作る。生地は綿のタオル地を使用、ドラゴンの顔を象ったフードには目と縁に歯をつけ、腰にはベルトとベルトループ、背中にはトゲを縫い目に沿って9本つける。前の端は見返し、裏側の端はバイアステープの縁取りで裾からフードまで処理すること。トゲと胴体の色の組み合わせは自由 |
| 第6週  | 第11回「ドラゴンのバスローブ対決」 第12回「お子さまフォーマル対決」               | こども服 (Children's Week)                                    | デニムジャケットをリメイク(Denim Jacket)                                | 1時間15分 | 子供用のデニムジャケットを古着を使って「デコる」形でリメイクして、ワクワクする衣装を作る。方法はアップリケやフリル、フリンジなど自由だが、ジャケット全体を変えるのが望ましい |
| 第6週  | 第11回「ドラゴンのバスローブ対決」 第12回「お子さまフォーマル対決」               | こども服 (Children's Week)                                    | お子さまフォーマル(Party Dress)                                         | 3時間     | モデルの体形にフィットした、クリスマスや正月といった特別な日に着る華やかな服を作る。モデルの年齢は全員5歳 |
| 第7週  | 第13回「カーゴパンツ対決」 第14回「スーパーモデル風ドレス対決」                   | 1990年代 (Nineties Week)                                      | カーゴパンツ(Cargo Pants)                                               | 4時間半   | カーゴパンツを作る。生地の種類やパンツのスタイルは参加者の自由。ファスナーはゴム入りのウェストベルトの手前まで入れ、両方の膝のサイドにベローズポケットを作る。ポケットはボタンで留める形式で、プリーツとマチも入れること |
| 第7週  | 第13回「カーゴパンツ対決」 第14回「スーパーモデル風ドレス対決」                   | 1990年代 (Nineties Week)                                      | インテリア雑貨をリメイク(90's Icon Fancy Dress Costume)                 | 1時間半   | エズメの自宅から持ち出したクッションやペンライト、滑り止めマット、便座カバー等のインテリア雑貨をリメイクして、90年代に活躍した有名人をイメージしたコスチュームを作る。棚の飾りの使用は自由 |
| 第7週  | 第13回「カーゴパンツ対決」 第14回「スーパーモデル風ドレス対決」                   | 1990年代 (Nineties Week)                                      | スーパーモデル風ドレス(90's Supermodel Dress)                           | 5時間     | モデルの体形にフィットしている、90年代に活躍したスーパーモデルをイメージした、ボディラインを強調したドレスを作る |
| 第8週  | 第15回「ヘップバーンのドレス対決」 第16回「スモーキングジャケット対決」           | ファッションアイコン (Fashion Icons Week)                     | ヘップバーンのドレス(Breakfast at Tiffany's Dress)                      | 4時間     | オードリー・ヘップバーンが映画『ティファニーで朝食を』で着た衣装を基にしたドレスを作る。サテン等の高級な生地を使い、後ろの身頃はブリトー方式で三日月形に作り、ウェストに裏地をきっちり縫い留める。脇のファスナーは表から見えないようにコンシールにして、その縫い目は平らにして引っ張らないようにすること |
| 第8週  | 第15回「ヘップバーンのドレス対決」 第16回「スモーキングジャケット対決」           | ファッションアイコン (Fashion Icons Week)                     | シャワーカーテンをリメイク(Shower Curtains)                             | 1時間半   | 50年前にエズメが発表したような、シャワーカーテンをリメイクして、スタイリッシュかつインパクトのある服を作る。透けて見える性質や立体感の出やすさを利用するのが望ましい。使用できるカーテンは1人2枚 |
| 第8週  | 第15回「ヘップバーンのドレス対決」 第16回「スモーキングジャケット対決」           | ファッションアイコン (Fashion Icons Week)                     | スモーキングジャケット(Smoking Jacket)                                  | 5時間     | モデル（全員男性）の体形にフィットした、ノエル・カワードやハリー・スタイルズらが着こなすようなスモーキングジャケットを作る。袖の縫い目は肩より少し外にして、肩を自然に収めるのが望ましい |
| 第9週  | 第17回「トレンチコート対決」 第18回「ボイラースーツ対決」                         | 実用的な服 (Utilitarian Week)                                 | トレンチコート(Trench Coat)                                             | 5時間     | ダブルの前合わせの伝統的な男性用トレンチコートを作る。隙間からの雨風を防ぐストームフラップとエポーレット、腰にはベルトループとベルトをつける。前にボタンを8つ、縁側の4つのボタンにはボタンホールを合わせ、肩のエポーレットにもボタンをつける。袖は袖ぐりに着せ込む形に縫い、ストームフラップは右前なので右側につけること |
| 第9週  | 第17回「トレンチコート対決」 第18回「ボイラースーツ対決」                         | 実用的な服 (Utilitarian Week)                                 | 掃除用品をリメイク(Cleaning Products)                                   | 1時間半   | ゴム手袋やエプロン、モップ、たわし、はたき、ダスタークロス等の掃除用品をリメイクして、スタイリッシュな服を作る。自由で独創的な服が望ましい。棚にある掃除用品は何をどれだけ使ってもよい |
| 第9週  | 第17回「トレンチコート対決」 第18回「ボイラースーツ対決」                         | 実用的な服 (Utilitarian Week)                                 | ボイラースーツ(Boilersuit)                                              | 5時間     | モデルの体形にフィットしたボイラースーツを作る。デザインや生地の方向性は参加者の自由。ボイラースーツ自体は製作に時間がかからないので、挑戦的なデザインやポケットをたくさん作るのが望ましい |
| 第10週 | 第19回「決勝戦！イブニングドレス対決」 第20回「決勝戦！ツーインワン・ドレス対決」 | ゴージャスで魅力あふれる服 (The Final)                        | イブニングドレス(Victoriana Dress)                                      | 4時間半   | 特別な日に着る、ビクトリアンスタイルのイブニングドレスを作る。身頃はピタッとさせ、脇から胸へ斜めにフレンチダーツを入れる。パフスリーブはギャザーを寄せて裏にチュールを入れて膨らませ、袖口には2段のフリル、フリルの端は巻きロックにする。首元はハイネック、スカートは裾の切り替えにギャザーを入れる。生地はスポットライトの下で輝く贅沢なものにすること                                                                                   |
| 第10週 | 第19回「決勝戦！イブニングドレス対決」 第20回「決勝戦！ツーインワン・ドレス対決」 | ゴージャスで魅力あふれる服 (The Final)                        | メンズウェアをリメイク(Girl's Party Wear into Men's Red Carpet Glamour) | 1時間半   | 男性用のシャツとパンツ、女性用のパーティーウェアや番組が用意した端切れをリメイクして、刺激的で目を引きかつ楽しい服を作る。男性用マネキンに合うように作ること |
| 第10週 | 第19回「決勝戦！イブニングドレス対決」 第20回「決勝戦！ツーインワン・ドレス対決」 | ゴージャスで魅力あふれる服 (The Final)                        | ツーインワン・ドレス(Met-Gala Two-In-One Dress)                         | 5時間半   | 出場者の家族や友人達をモデルに、一瞬で全く違うスタイルに早変わりするツーインワン・ドレスを作る。首元に留める、リボンを利用する等仕掛けのスタイルは自由だが、最初のスタイルの時点でツーインワン・ドレスの仕掛けがあると気づかれないようにすること |

## 日本語版吹き替え
- 小松由佳：クローディア・ウィンクルマン／ナレーション
- 保村真：ジョー・ライセット／ナレーション
- 林真里花：サラ・パスコー／ナレーション
- 四宮豪：パトリック・グラント
- 庄司まり：メイ・マーティン
- 土井美加：エズメ・ヤング
- 北原沙弥香
- 中務貴幸
- 山口協佳
- 伊沢磨紀
- 池田朋子
- 土井真理
- 福西勝也
- 石井未紗
- 上田ゆう子